# David El Malek
David El Malek (né à Pantin, France le 30 juin 1970) est un saxophoniste de jazz notamment connu pour ses projets avec le pianiste Baptiste Trotignon.

## Biographie
David El-Malek naît en 1970 à Pantin, il fait ses premiers pas musicaux dans les années 1990. Il commence sa formation musicale au Conservatoire de Montreuil, formation qu'il poursuit avec Jean-Claude Forenbach. Prix de soliste, au saxophone, et de composition, au Concours National de la Défense, il se fait remarquer au concours de Jazz de Vannes.[réf. souhaitée]

## Carrière musicale
David El Malek a joué avec Laurent Coq, Pierre de Bethmann, ou encore Baptiste Trotignon. Il a composé Music from source pour Radio France.

## Discographie
- 1999 : Live - Café des Arts (Auto production)
- 2001 : Organza (Cristal)
- 2003 : Talking Cure (Cristal)
- 2008 : Music from source (Plus Loin)
- 2012 : Music from source vol. II (Naïve)
- 2015 : Interpolation Alla Breve (Diffusion radiophonique France Musique)

### AvecBaptiste Trotignon
- 2005 : Trotignon El-Malek (Naïve)
- 2007 : Fool time (Naïve)

### AvecPierre de Bethmann
- 2014 : Sisyphe (Plus Loin Music)
- 2016 : Exo (Aléa)
- 2024 : Credo, Pierre de Bethmann Quartet (Alea)